# Gerster Károly (festő)
Gerster Károly (Pest, 1859. december 11. – Budapest, 1940. augusztus 1.) festő és grafikus.

## Életútja
Gerster Károly (1819–1867) építész és Kauser Mária fiaként született. Pesten tanult rajzolni, majd ifjúkorában az USA-ba vándorolt, ahol plakátok készítésével foglalkozott. Később Párizsban festészetet tanult a Julian Akadémián, ahol Jean-Paul Laurens és Jean-Joseph Benjamin-Constant voltak tanárai és szobrászatot pedig a Colarossi Akadémián. Még évekig Párizsban élt. 1896-ban az ezredéves kiállításon plakátjával első díjat nyert, 1902-ben pedig Párizsban, a Colarossiban figurális alkotásaiért szintén. 1903-ban a párizsi Salonban szerepelt Olvasó leány és Merengő leány című festményeivel, két évvel később, 1905-ben ugyanitt Breton leány című képét állította ki. Miután visszatért Magyarországra, arcképeket (Türr István) és életképeket (Az utolsó levél) festett, valamint továbbra is rajzolt plakátokat. 1908 decemberében közel 80 festményéből és rajzából rendeztek kollektív kiállítást. Főként olajfestményeket festett. Tanított az Iparrajziskolában is. A világháború alatt Olaszországban volt hadifestő. A Műcsarnokban és a Nemzeti Szalonban állította ki műveit, utóbbinak egyik alapító tagja is volt. Halálát szervi szívbaj okozta.
Egykori síremlékét Istók János szobra díszítette, ennek megsemmisülése után a sírhely fatáblás felirattal volt jelölve. A 2004 óta a Nemzeti sírkert részeként védett sírhelyre (41/1-1-71) az új síremlékét 2010 tavaszára emeltette a Nemzeti Emlékhely és Kegyeleti Bizottság.

## Képgaléria

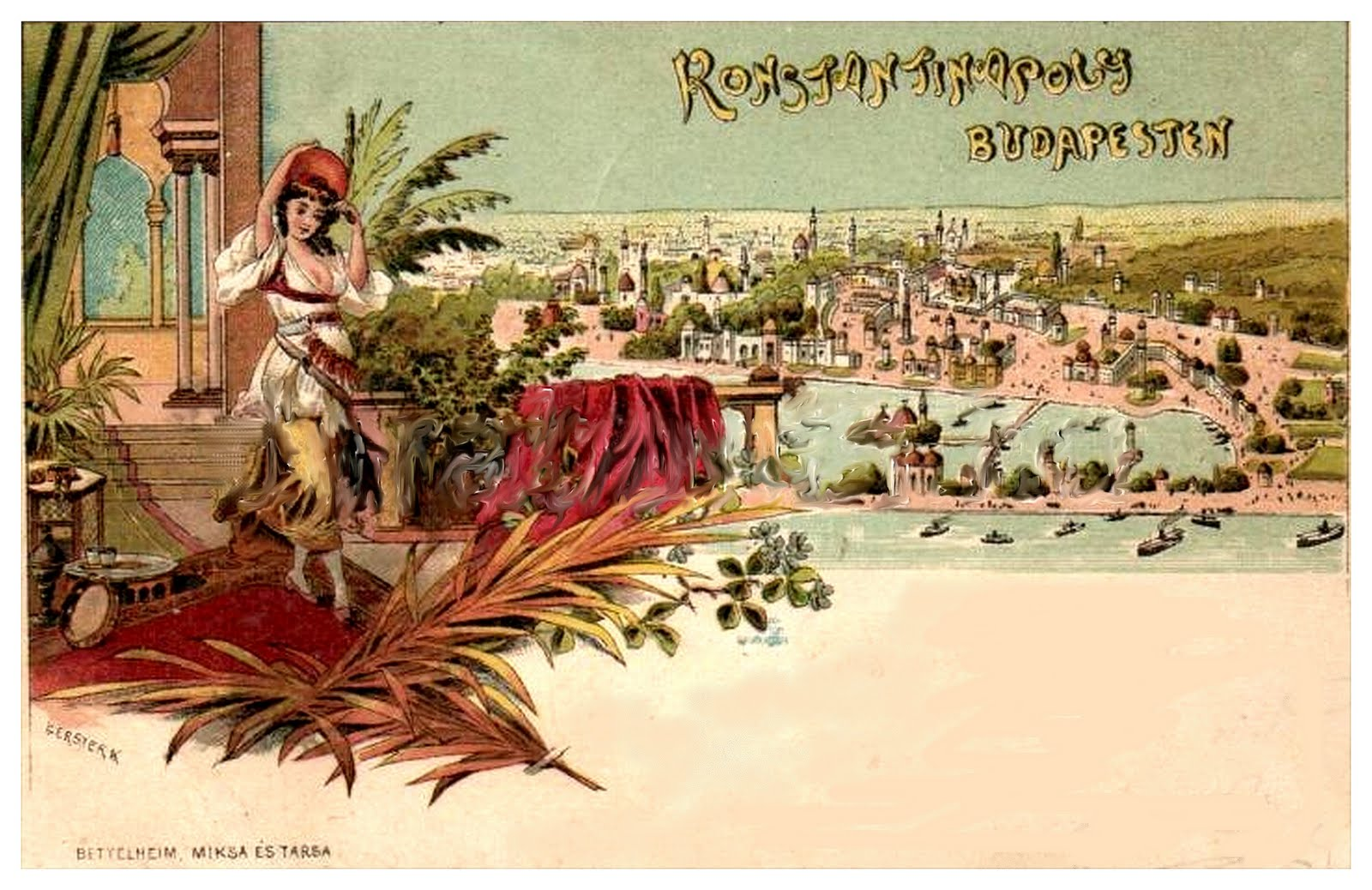
Képeslapja, Konstantinápoly Budapesten, 1896
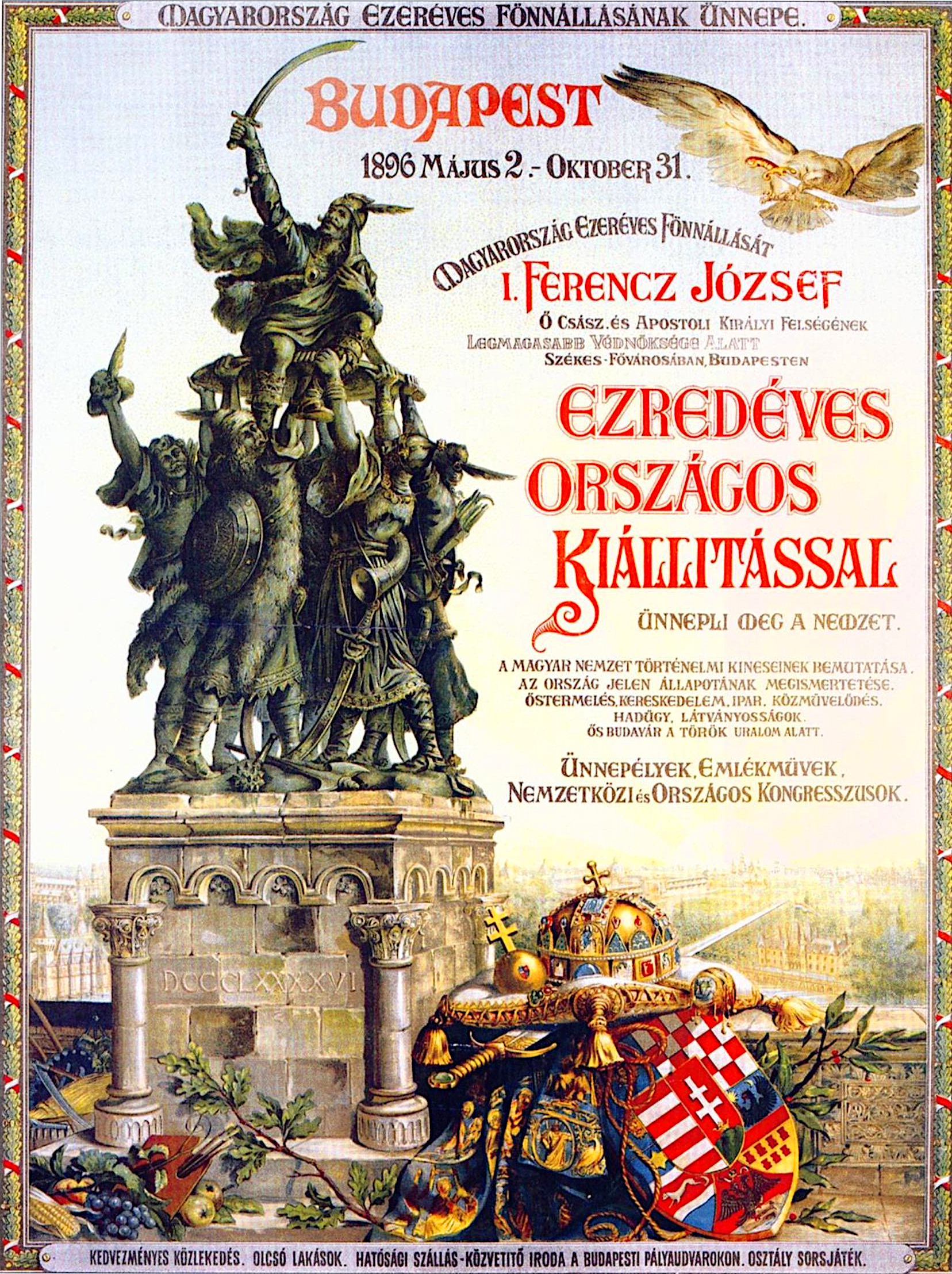
Az ezredéves kiállítás plakátja, 1896
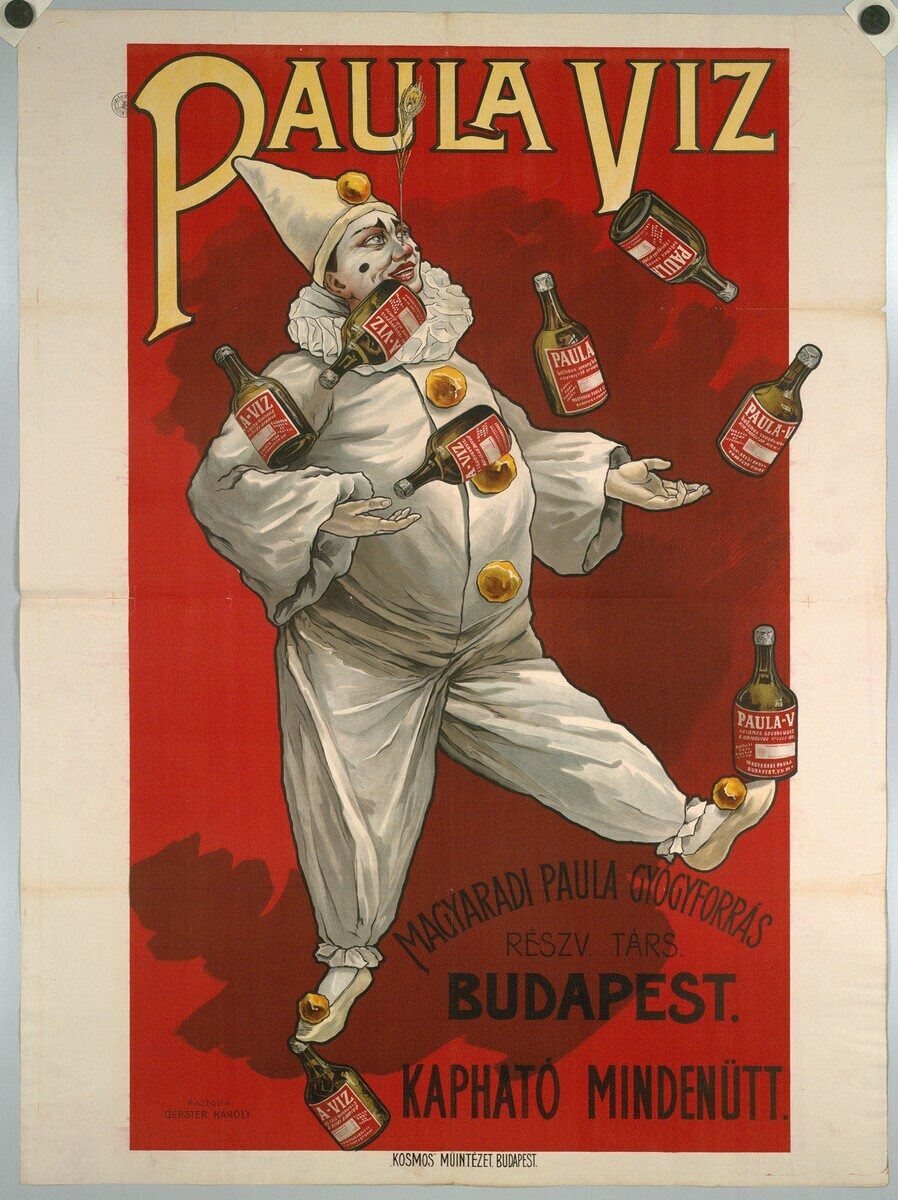
Paula víz reklámplakát, 1898 körül
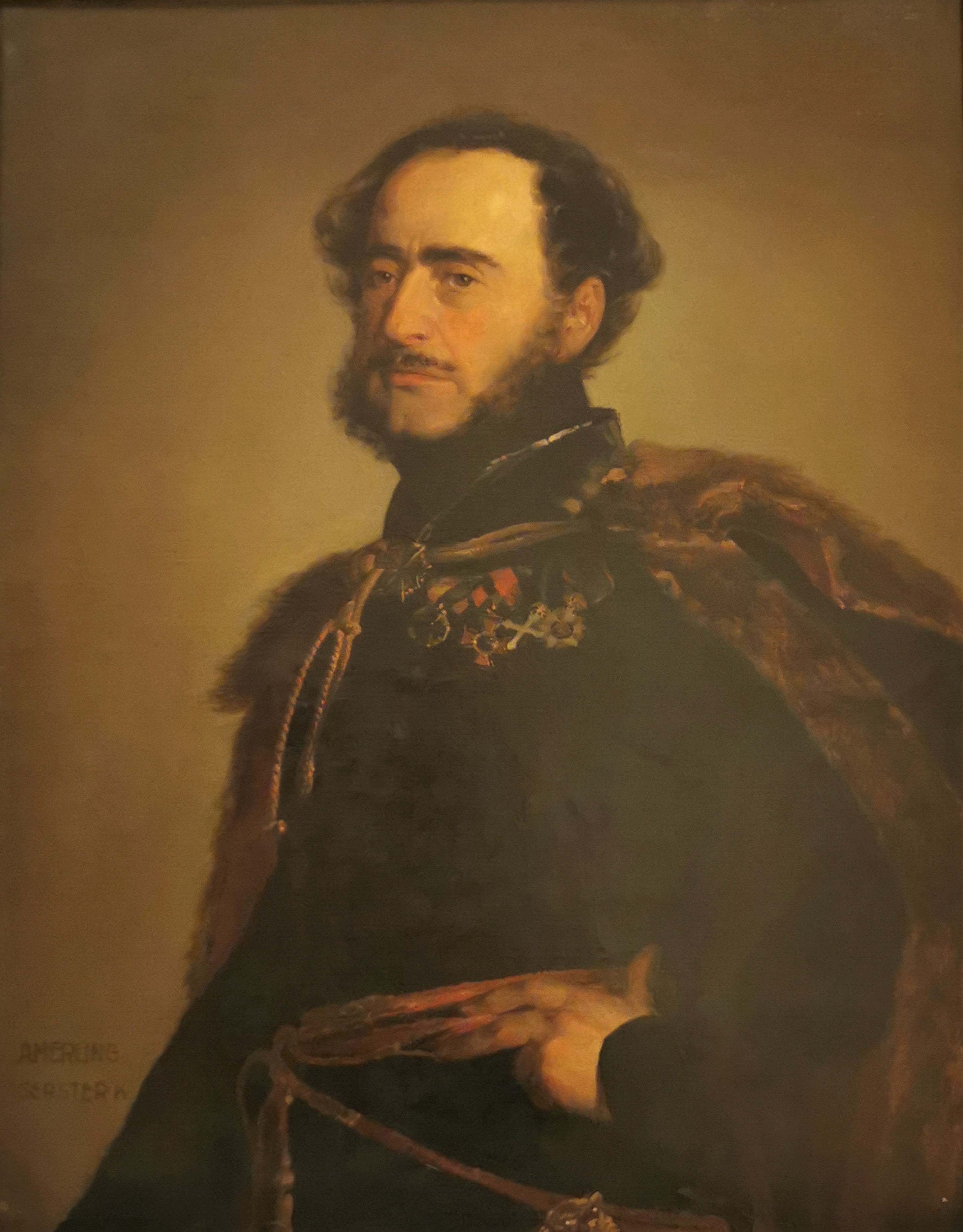
Friedrich von Amerling (1803–1887) bécsi festő 1836-ban készült olajfestménye egy részletének másolata
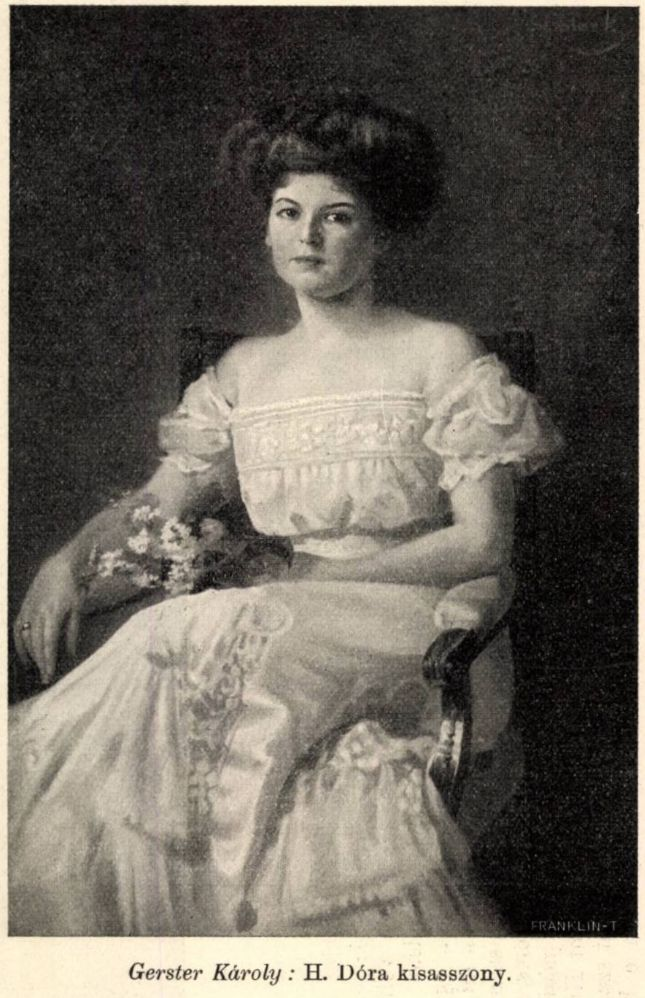
H. Dóra kisasszony, 1909
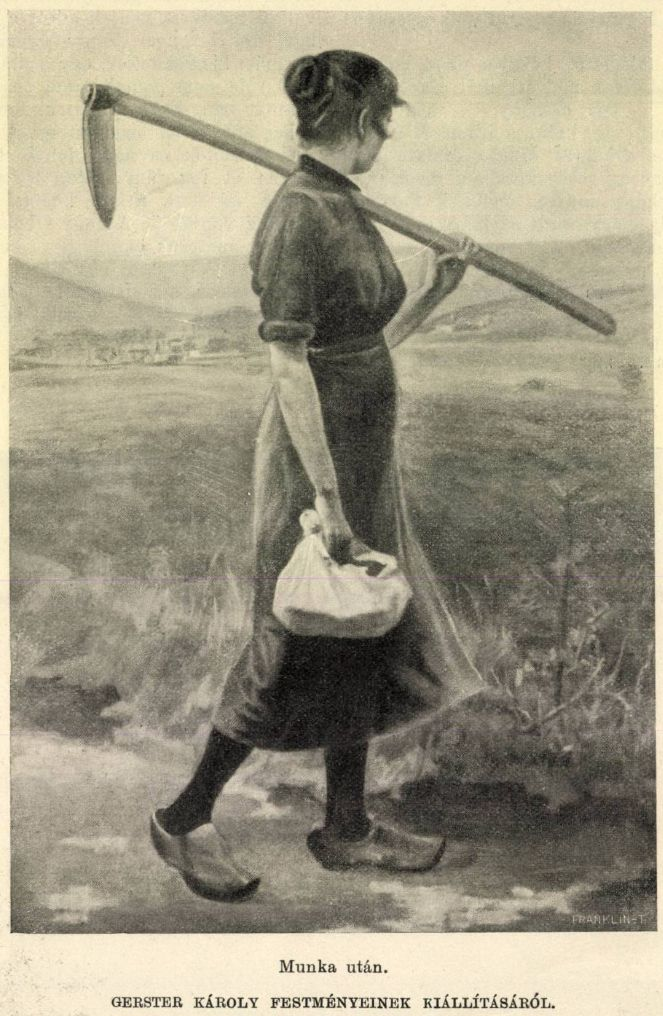
Munka után, 1909
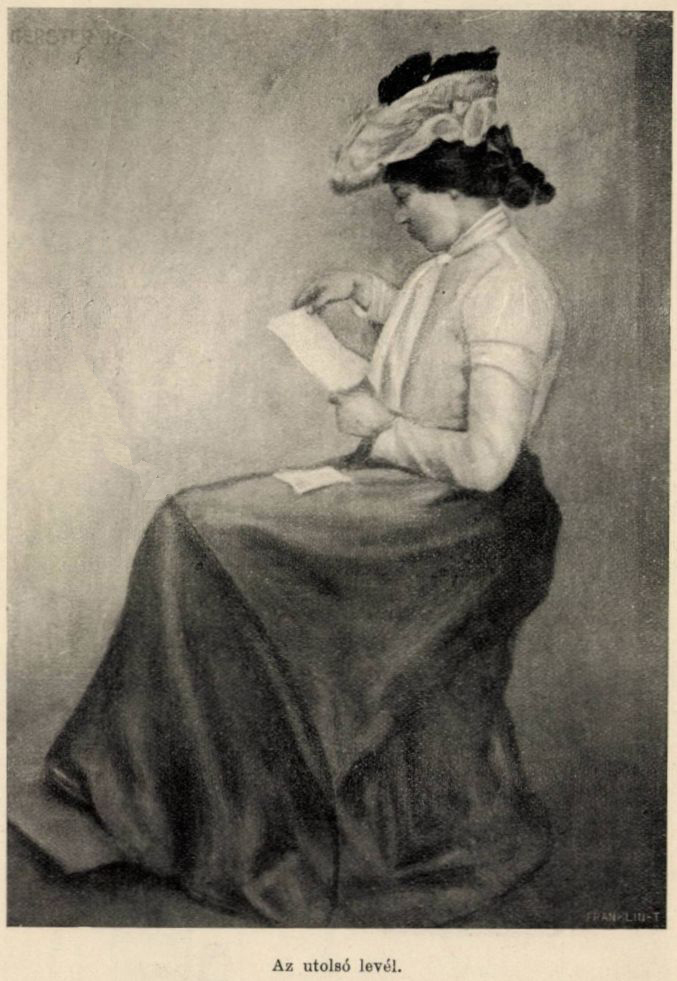
Az utolsó levél, 1909